# Права интерсекс-людей в Аргентине
Права интерсекс-людей в Аргентине нарушаются по ряду показателей. В этой стране не признаются права интерсекс-людей на физическую и телесную неприкосновенность, а также отсутствуют законы по защите от дискриминации по признаку пола. Также зафиксированы случаи, когда детям отказывают в доступе к свидетельствам о рождении без согласия их родителей на медицинское вмешательство. Национальный институт по борьбе с дискриминацией, ксенофобией и расизмом и правозащитные организации, такие как Justicia Intersex, призвали запретить ненужные медицинские вмешательства и сделать доступным возмещения за причиненный ущерб.

## История
Первые публичные дискуссии по вопросам нарушения прав интерсекс-людей в Аргентине состоялись в 1995 году, а в 2005 году впервые собрались региональные транс и интерсекс активисты. В 2006 году аргентинский интерсекс- и транс-активист Мауро Кабрал подписал Джокьякартские принципы. В 2009 году был опубликован сборник эссе под названием «Interdicciones».
В 2013 году Хуан Эрнесто Мендес специальный докладчик ООН по пыткам, опубликовал первый доклад ООН, осуждающий необратимые и недобровольные медицинские вмешательства.
В 2018 году латиноамериканские и карибские интерсекс-активисты опубликовали заявление Сан-Хосе-де-Коста-Рика.

## Физическая неприкосновенность

Запрет на нормализующие операции без личного согласия интерсекс-человека
Медицинские вмешательства приостановлены нормативно

В 2013 году специальный докладчик ООН по пыткам осудил медицинские вмешательства в тела интерсексов, направленные на «исправление» пола детей, родившихся с атипичными половыми признаками, обнаружив, что это может привести к «постоянному, необратимому бесплодию и вызвать тяжелые психические страдания». В отчете подчеркивается беспомощность стигматизированных групп и центральное значение информированного согласия. В докладе содержится призыв к отмене законов, разрешающих необратимые медицинские вмешательства, включая принудительные операции на половых органах и гонадэктомии. Аналогичные призывы были сделаны Межамериканской комиссией по правам человека.
В документе, опубликованном в 2015 году, Национальный институт по борьбе с дискриминацией, ксенофобией и расизмом (INADI) призвал признать права интерсекс-людей на неприкосновенность личности и независимость при принятии медицинских решений. INADI призвал к отсрочке ненужных с медицинской точки зрения вмешательств и доступу к медицинской помощи для всех интерсекс-людей независимо от предшествующего медицинского лечения.
В 2017 году в совместном представлении в Комитет ООН против пыток Justicia Intersex и Zwischengeschlecht указывалось на отсутствие правовой защиты прав на физическую и психическую неприкосновенность и самоопределение, а также отсутствие мер для обеспечения сбора и мониторинга данных, подотчетности или возмещения ущерба. В отчете указывалось, что положения о правах пациентов и детей не распространяются на интерсекс-людей, и соответствующие учреждения поддерживают ненужные медицинские вмешательства или равнодушны к ним. В отчете цитировалась статья Байлеса и других, опубликованная в 2010 году, в которой предлагались ранние гонадэктомии, даже в случаях очень низкого риска развития рака, утверждая, что они обеспечивают психологическую пользу для родителей. Он также сообщил, что руководство Аргентинской гражданской ассоциации детской хирургии в 2016 году призывает к «клиторэктомии при интерсекс-вариациях», а также многочисленные исследовательские работы больницы Гутьеррес (англ. Hospital Gutierrez), в которых сообщается о плохих результатах хирургического вмешательства, отсутствии сексуального влечения у пациентов после операций, тревоге и депрессии. Также описаны осложнения от маскулинизирующих операций, медицинских осмотров и использования дородового лечения.

Защита прав интерсексов
Защита ряда прав интерсексов
Защита прав интерсексов в ещё более узкой выборке характеристик

## Защита от дискриминации
В 2015 году Национальный институт по борьбе с дискриминацией, ксенофобией и расизмом (INADI) опубликовал отчет по вопросам нарушения прав интерсекс-людей. В отчете пол описывается как культурная категория, основанная на социально определённых параметрах, а также биологическая или телесная категория. Он рекомендовал меры по предотвращению издевательств и дискриминации на основе телесных особенностей в школах, а также разработку соответствующего образовательного контента.

## Документы удостоверяющие личность

Небинарный/третий гендерный маркер доступен по желанию
Доступно только на интерсекс-людей
Обязательно для некоторых интерсекс-людей и доступно по желанию
Обязательно для некоторых интерсекс-людей с рождения
Опция недоступна или нет информации

В материалах правозащитников, представленных Комитету Организации Объединённых Наций против пыток в 2017 году, были выявлены два случая, когда детям было отказано в свидетельстве о рождении без согласия родителей на необратимые медицинские вмешательства.
Закон о полах (Ley de Género) предоставляет взрослым хирургические операции по изменению пола и гормональную терапию в рамках своих государственных или частных планов медицинского обслуживания. Закон также позволяет вносить изменения в пол, изображение или имя при рождении в реестрах актов гражданского состояния без разрешения врача или судьи. Закон сделал Аргентину первой страной, которая позволяет людям менять свою гендерную идентичность без какого-либо медицинского вмешательства или сертификации.
Закон не разрешает третий вариант, а возможность создания третьего варианта на основе биологии или медицинского лечения была подвергнута критике со стороны Мауро Кабрала Гринспана, заявившего, что судебное разбирательство в Австралии подтверждает соответствие между физическими характеристиками и гендерной идентичностью. Кабрал также написал, что «Люди склонны идентифицировать третий пол со свободой от гендерной бинарности, но это не обязательно так. Если только транс и/или интерсексы могут получить доступ к этой третьей категории, или если им принудительно проставлен третий пол, тогда бинарный пол становится сильнее, а не слабее».

## Известные интерсекс-люди из Аргентины
- Мауро Кабрал Гринспан